# Биткоин
Биткоин (₿) (енгл. bitcoin) је криптовалута, у облику електронског новца. То је децентрализована дигитална валута без централне банке или једног администратора која може бити послата од корисника до корисника на пеер-то-пеер биткоин мрежи без потребе за посредницима То је дигитална и глобална валута.
Створила ју је 2009. особа или група људи под псеудонимом Сатоши Накамото. Биткоин се добија као награда за обављање процеса који се назива рударење.

## Историја

### Настанак
Име домена "bitcoin.org" је регистровано 18. августа 2008. године. Биткоин мрежа је креирана када је Накамото изрударио први блок мреже познатији као генесис блок 3. јануара 2009.
Прималац прве биткоин трансакције је био Хал Финеј. Финеј је преузео биткоин софтвер на датум изласка софтвера, и 12. јануара 2009. године је примио 10 биткоинова од Накамота. Прва позната комерцијална трансакција се догодила 2010. године када је Лазло Ханјец купио 2 пице из Папа Џон пицерије за 10.000 биткоина.
Процењује се да је Накамото изрударио милион биткоина пре него што је нестао 2010. године, када је предао контролу кода складишта Гејбену Андерсену Андерсен је касније постао водећи девелопер у Биткоин Фондацији. Након тога Андерсен је захтевао децентрализацију контроле. Ово је омогућило настанак полемике око будућег развоја Биткоина.

### 2011−2012
Након раног доказа трансакција, први велики корисници биткоина били су на црном тржишту, као на пример Пут свиле. Током 30 месеци постојања, почевши од 11. фебруара 2011. године, Пут свиле је искључиво биткоин као начин плаћања, пренесено је 9,9 милиона биткоина, вредног око 214 милиона долара.
Почетком 2011. године, цена је била 0,30 америчких долара по биткоину, и до краја године је порасла до $5.27. Највећу цену биткоин је достигао 8. јуна и била је $31.50 по биткоину.
Лајткоин, рани спин-оф биткоина познатији као алткоин, појавио се у октобру 2011. године. Након тога је настало још много алткоина.
Биткоин Фондација је настала у септембру 2012. ради промовисања развића и схватања биткоина.

### 2013−2018
Почетком 2013. цена је кренула од t $13.30 и од тада је расла све до септембра 2017. дошавши до $4950. Тада је цена пала и падала је цео октобар 2018. Разлог је био укидање трансакција у Кини. Након тога је цена поново почела да се повећава да би у јануару 2018 достигла $13,412.

На цену биткоина су негативно утицале крађе и хаковања размене криптовалута, током првих шест месеци 2018. године пријављене су крађе криптовалута у вредности од 761 милиона долара. На цену биткоина су утицале и крађе других криптовалута јер су инвеститори били забринути за сигурност размена криптовалута.

## Карактеристике биткоина
Биткоине током времена стварају корисници биткоин мреже, уместо централне банке, као у случају код стандардних валута. То значи да је биткоин „непоуздан“ и корисници не морају да верују у било какав већи ауторитет, чак ни међусобно, како би њихов новац био сигуран. Биткоин називају „крипто-валутом“, јер систем штити математичка (криптографија) уместо централног органа. Децентрализација такође значи да различите особине биткоина, на пример његова вредност у односу на друге валуте, број биткоина у оптицају, стопа инфлације и накнаде за трансакције не могу бити изманипулисани од било које појединачне особе или групе. То такође значи да не постоји ни организација која штити кориснике биткоина и његови корисници сами сносе ризике својих губитака.
Проширења у дизајну биткоина омогућавају анонимно плаћање на интернету.
Усвајање биткоина и његово коришћење наставља да расте сваке године. Прихватили су га не само потрошачи, већ и многе компаније које желе да искористе предности биткоина. Цена биткоина је али почетком 2018 за пола.

### Децентрализованост
Један од главних Сатошијевих циљева приликом стварања биткоина био је независност мреже од било ког органа власти. Дизајниран је тако да свака особа, посао, као и свака машина која учествује у рударењу и потврдама трансакција постане део простране мреже. Чак иако неки део мреже падне, новац ће наставити да се креће.

### Анонимност
Ових дана банке знају практично све о својим клијентима: кредитну историју, адресе, телефонске бројеве, потрошачке навике итд. Са биткоином је другачије, јер новчаник не мора бити везан ни за једну личну информацију. Док неки људи једноставно не желе да њихове финансије буду праћене или управљане од стране било какве власти, други тврде да трговина дрогом, тероризам и остале нелегалне и опасне активности могу успети у овој релативној анонимности.

### Транспарентност
Анонимност је релативна, јер се свака БТЦ трансакција, која је икада обављена, чува на блокчеину. У теорији, ако је адреса вашег новчаника јавно коришћена, свако може да каже колико новца има у њему тако што пажљиво проучи јавни регистар (блокчеин). Међутим, праћење одређене биткоин адресе и откривање особе је и даље скоро немогуће.
Они који желе да остану анонимни могу предузети мере да прођу непримећени/”испод радара”. Постоје одређени типови новчаника којима је приоритет непримећеност/непрозирност и сигурност, али најједноставније мере безбедности би биле: употреба више различитих адреса и непреношење великих количина новца на један новчаник.

### Брзина
Биткоин мрежа обрађује исплате готово тренутно. Потребно је свега неколико минута да неко на другој страни света прими новац, док банковни трансфери захтевају дане.

### Неповратност
Кад једном пошаљете БТЦ неком, не постоји начин да га вратите, осим ако прималац жели да вам их пошаље назад. Ово осигурава примање исплате, што значи да вас онај са којим тргујете не може преварити тврдњом да није примио новац.

## Ко контролише биткоин?
Према речима Гевина Андерсена, прва ствар на коју се фокусирао, након што се Накамото удаљио од пројекта, јесте даља децентрализација. Андерсен је желео да биткоин настави своје постојање аутономно, чак и ако му се нешто неочекивано деси.
За већину људи, основна предност биткоина јесте његова независност од светских влада, банака и корпорација. Ниједна власт се не може мешати у БТЦ трансакције, увести таксе на њих или узети људима новац. Штавише, биткоин покрет је крајње транспарентан - свака појединачна трансакција се чува у масовно дистрибуираном јавном регистру званом блокчеин.
Суштински, док биткоин није контролисан као мрежа, својим корисницима пружа потпуну контролу над својим финансијама.

## Како доћи до биткоина?
Најједноставнији начин је куповином. Биткоини су доступни путем различитих размена, али се такође могу директно купити на тржишту од других људи. Могу се платити у кешу, кредитним или дебитним картицама или чак неком другом криптовалутом. Пре свега, треба вам БТЦ новчаник.
Постоје различите опције, али оне основне могу се свести на онлајн новчаник и софтвер новчаник на хардверу вашег компјутера. Ниједна опција није сасвим безбедна, хардвер се може оштетити, док је онлајн новчаник склон нападу хакера. Постоје и мобилни новчаници, који су поједностављени због огромног капацитета складиштења који је потребан за ношење читавог блока (блокчеина). То су наменски уређаји који се зову хардверски новчаници и папирни новчаници са два QР кода који нису нигде дигитално ускладиштени, што их чини имуним на стандардне сајбер нападе и хардверске грешке.

### Мајнинг
Емисија нових биткоина је децентрализована, не зависи од било ког регулаторног органа, обим емисије је унапред познат. Стандардни део нових биткоина додаје се износу комисиона од трансакција укључених у следећи блок. Укупан износ као награду прима онај ко је следећи блок додао у базу трансакција.
У првим верзијама програма клијента је био дугме „генерирати нове биткоине“. Од 2013. рударство без специјализованих процесора (на видео картицама или централном процесору)  je постало неисплативо: трошкови потрошене електричне енергије су премашили просечан резултат.
2017. године појавила се услуга мајнинга у облаку користећи изнајмљену снагу. Сервисирање опреме, подешавање и интернетска веза преузима компанија која пружа одређену услугу. У већини случајева, станар може изабрати криптовалуту за мајнинг и рударски базен за присаједињавање.
Након формирања сваких 210.000 блокова (отприлике једном у 4 године), величина награде са новим биткоинима је програмирана да се преполови, односно ова вредност је опадајућа геометријска прогресија (величина награде је 50 → 25 → 12,5 →…). Укупна емисија биткоина је ограничена, jeр је збир чланова опадајуће геометријске прогресије, и неће премашити 21 милион. У мају 2014. године у оптицају је било 12,7 милиона биткоина, у јулу 2021. године у оптицају је било 18,77 милиона биткоина.

## Предности и мане биткоина

### Предности

#### Слобода
БТЦ је дизајниран са слободом на уму. Најважније, слобода од власти која контролише трансакције, уводи таксе и располаже новцем људи. Када је у питању куповина ствари, криптовалуте су постале легитимни начин плаћања последњих година. Узимајући у обзир постојање бројних ‘дееп-веб’ тржишта која примају само биткоин, неке ствари можете да купите лакше са биткоином него било којом другом валутом.

#### Преносивост
Једна од основних карактеристика новца је преносивост, што значи да се лако може носити и користити. С обзиром да је БТЦ потпуно дигиталан, практично свака сума новца се може понети на усб-у или се чак може чувати онлајн.
Криптовалуте пружају људима слободу слања и примања новца самим скенирањем QР кода или кликом на онлајн новчанику. Не треба много времена, нема високих накнада и новац прелази од једне особе до друге без непотребних посредника. Приступ интернету је све што вам треба.

#### Изаберите своју провизију
Још једна неоспорна предност биткоин мреже је могућност бирања висине накнаде трансакције или чак неплаћање провизије. Накнаду прима рудар, након што се креира нови блок уз успешан хеш (хасх). Обично пошиљалац плаћа целу накнаду, док се одбијање наплате примаоцу може сматрати непотпуном исплатом.
Накнаде су добровољне природе и служе рударима као подстицај и као осигурање да ће одређена трансакција бити укључена у стварање новог блока. Овај подстицај функционише и као извор прихода рударима, што им често доноси више новца него рударење, нарочито кад се узме у обзир да ће се рударење у будућности зауставити у потпуности, кад се достигне лимит биткоина.
Стога тржиште криптовалута тражи од корисника да изаберу између трошкова и времена чекања. Виша накнада за трансакцију значила би бржу обраду, док корисници без временског ограничења могу уштедети новац.

#### Без картица
Индустрија платних картица обухвата дебитне, кредитне и припејд картице, електронски новчаник, АТМ и ПОС картице и друге повезане послове. Сачињена је од свих организација које чувају, обрађују и преносе податке о власницима картица, постоје строги сигурносни прописи и већина главних брендова картица је део тога.
Док су обједињена правила и прописи добри за велике компаније, они баш и не узимају у обзир потребе сваког појединца. Када користите БТЦ, не треба да пристајете на сигурносне стандарде ове индустрије, који омогућују људима да се одвоје на нова тржишта где кредитне картице нису доступне или су нивои превара неприхватљиво високи.
Као резултат, корисници добијају ниже провизије, прилику да прошире своја тржишта и снизе своје административне трошкове.

#### Сигурност и контрола
Корисници биткоина могу да контролишу своје трансакције: нико не може повући новац са вашег рачуна без вашег знања и пристанка, као што се понекад дешава са другим видовима плаћања, и нико не може украсти ваше информације о плаћању од трговаца.
БТЦ корисници могу и да заштите свој новац резервним копијама и шифровањем. Њихови идентитети и личне информације су увек заштићени, јер се ниједна од њих не мора открити да би се плаћање извршило.
Транспарентно и неутрално
Свака појединачна трансакција, као и свака информација у вези са њом, увек је доступна свакоме у блокчеину, може се проверити и користити у реалном времену. БТЦ протоцол је шифрован и због тога га ниједан човек или организација не може контролисати и манипулисати њиме. Мрежа је децентрализована тако да је нико никада не би у потпуности контролисао. Зато ће БТЦ увек да буде неутралан, транспарентан и предвидљив.

#### Немогућност фалсификовања
Један од најпопуларнијих начина фалсификовања у дигиталном свету је употреба истог новца два пута, чинећи обе трансакције преварантским. Назива се „дупла потрошња“. БТЦ, као и многе друге криптовалуте, користи се блокчеин технологијом и са још неколико различитих консензусних механизама уграђених у све БТЦ алгоритме, како би се супротставио овоме.

### Мане

#### Правна питања
Правни статус биткоина драстично варира од земље до земље. У неким се његово коришћење и употреба подстиче, док је у другима нелегалан и забрањен.
Доста се бринуло о привлачности биткоина криминалцима, неке вести указују да се његова популарност у потпуности ослања на могућност трошења на нелегалне ствари. Заиста, када се злогласно интернет црно тржиште Силк Роад затворило, биткоину је инстант смањена вредност.

#### Ниво признавања
БТЦ је признат и легалан у многим земљама, међутим, неке од светских влада још увек не поседују прописе за њега, док су га друге отворено забраниле.
Већина послова, било малих или великих, још увек га је потпуно несвесна. Скоро је немогуће напустити све остале валуте и користити искључиво БТЦ.

#### Изгубљена шифра
Шифра је јединствена алфанумеричка лозинка неопходна за приступ биткоин новчанику. Губљење те шифре суштински значи губљење новчаника. Међутим, већина нових новчаника има резервни копије и обнављајуће механизме, с тим што корисник треба да их подеси пре коришћења.

#### Несталност
Цена биткоина је имала своје успоне и падове, пролазећи разне циклусе драстичних скокова и падова, које неки називају “мехурима” и краховима. Током своје историје БТЦ је освајао нове висине, само да би одржао велики пад одмах потом. Вредност му је непредвидљива, драстично и брзо се мења, што може да узрокује значајну финансијску штету несмотреном инвеститору.

#### Континуирани развој
Будућност биткоина је крајње нејасна. Тренутно, владе и банке нису у могућности да контролишу БТЦ, готово је нерегулисан. Међутим, што постаје већи и популарнији, то ће се више влада постарати да га стави под контролу. Регулисан БТЦ био би сасвим другачија врста валуте.

## Врсте новчаника

### Десктоп
На рачунару корисника је инсталиран десктоп новчаник који обезбеђује потпуну контролу над фондовима и релативну сигурност буџета. Постоје дебели десктоп новчаници, који корисницима омогућавају преузимање мрежних блокова и контролу њихове аутентичности, као и обезбеђивање независног управљања безбедношћу својих средстава. С друге стране, танки новчаници не захтевају од корисника да преузму блокове и могу их лако преузети на преносиви уређај.

### Мобилни
Главна предност мобилног новчаника је да су корисничка средства увек на располагању. То је врло згодан начин плаћања роба скенирањем QР-кодова. У неким случајевима корисници могу искористити предности својих паметних телефона, уколико имају могућност, да једноставно прислоне свој телефон уз читач без потребе да уносе било какве податке. Једна од најчешћих карактеристика свих мобилних новчаника јесте да нису у потпуности биткоин клијенти. То је зато што комплетан биткоин клијент мора да преузме читав блокчеин, који стално расте и захтева неколико гигабајта меморије.

### Онлајн
Ако користите мрежни новчаник, приватни кључеви корисника се чувају на мрежи, на серверу који контролише неко други и који је повезан на интернет. Иако омогућава људима да лако приступе својим средствима са било ког уређаја било где у свету, увек постоји опасност од хаковања сервера или чак организације која води сервис који се брине о вашим биткоинима. Тај ризик, међутим, може се значајно смањити применом разних мера сигурности.

### Хардвер
Хардверски новчаници су наменски преносиви уређаји који могу држати приватне кључеве и помажу у плаћању. Постоји неколико различитих врста хардверских новчаница, али сви они омогућавају корисницима да преносе у суштини сваку количину новца у џепу.

### Папирни
Можда једна од најсигурнијих опција за складиштење биткоина, папирни новчаник у основи је два QР кода, који се генеришу користећи одређену услугу. Један од њих је јавни кључ, адреса која се може користити за пријем БТЦ-а. Друга је приватни кључ, помоц́у ког можете трошити биткоине који се чувају на тој адреси.

## Економија
Биткоин је дигитална имовина дизајнирана да ради у пеер-то-пеер трансакцијама као валута. Биткоин има три квалитета корисна у валути, према The Economist у јануару 2015. године: "Тешко их је зарадити, ограничено је у понуди и лако их је потврдити." По неким истраживачима, од 2015. године биткоин функционише више као платни систем него као валута.Економисти дефинишу новац као складиште вредности, медиј размене и обрачунску јединицу, али је 2018. године The Economist објавио да криптовалуте не испуњавају ни једну од ових критеријума.
Према истраживањима са Универзитета Кембриџа, између 2,9 милиона и 5,8 милиона јединствених корисника је користило новчаник за криптовалуте 2017. године, већина за биткоин. Број корисника се драстично повећао од 2013. године, када је било између 300.000 и 1,3 милиона корисника.
Због децентрализоване природе Биткоина и његовом трговином на многим берзама широм света, регулација биткоина је тешка. Међутим употреба биткоина може бити криминализована, а затварање берзи и пеер-то-пеер економију у датој земљи представљао би дефакто забрану. Правни статуси биткоина варирају од земље до земље и још увек није дефинисан у неким док је у другим у стању мењања. Регулације и укидања који се примењују на биткоин обично утичу и на сличне криптовалуте.

## Правни статус, порези и прописи
Према Конгресној библиотеци "апсолутна забрана" на трговину или коришћење криптовалута важи за 8 држава: Алжир, Египат, Боливију, Ирак, Мароко, Непал, Пакистан и Уједињене Арапске Емирате. А "заплетену забрану" важи за 15 држава:Бахреин, Бангладеш, Кину, Колумбију, Доминиканску републику, Индонезију, Иран, Кувајт, Лесото, Литванију, Макау, Оман, Катар, Саудијска Арабија и Таиван

### Регулаторна упозорења
CFTC издала је четири "Упозорења о купцима" за биткоин и сродне инвестиције. У упозорењу из јула 2018. године наглашено је да је трговина у било којој крипто валути често спекулативна, а постоји ризик од крађе од хаковања и преваре. Саветник у децембру 2017. упозорио је да су виртуалне валуте ризичне јер:
- размене нису регулисане или надгледане од стране владине агенције
- на разменама можда недостаје системска заштита и заштита корисника
- велике промене цена и "скокови и падови"
- крађа и хаковање
- манипулација тржиштем
- самоуправљање разменама

SEC је такође издала упозорења. "Упозорење за инвеститоре" је у мају 2014. упозорило да би инвестиције које се тичу биткоина могле имати високу стопу преваре и да би инвеститори могли бити тражени на сајтовима друштвених медија. Ранији "Упозорење за инвеститоре" упозорило је на употребу биткоина у Понцијевим преварама.
Европска банкарска управа издала је упозорење у 2013. фокусирајући се на недостатак регулације биткоина, шансу да размена буде хакована, нестабилност цене биткоина и о општој превари.